# Ophion frontalis
Ophion frontalis là một loài tò vò trong họ Ichneumonidae.